# Трёхгранноплодник
Трёхгранноплодник (также тригонокариум; лат. Trigonocaryum; от др.-греч. τρίγωνος, trigonos — треугольный и κάρυον, karyon — орех) — монотипный род травянистых растений семейства Бурачниковые (Boraginaceae). Включает единственный вид — Трёхгранноплодник окутанный (Trigonocaryum involucratum).

## Распространение и экология
Эндемичный вид Кавказа. Распространён в центральной и восточной частях Большого Кавказа, небольшая часть ареала заходит на южный макросклон в пределах Азербайджана и Восточной Грузии. Растёт на галечниках и осыпях, в трещинах известковых скал, реже на щебенистых и каменистых склонах в субальпийском и альпийском поясах, иногда в среднем поясе на высоте 600—1200 м над уровнем моря.

## Ботаническое описание
Карликовый однолетник, 2—10 см высотой. Стебли полегающие, ветвистые. Из пазух нижних стеблевых листьев выходят боковые вегетативные и цветоносные побеги. Листья — лопатчато-линейные, на верхушке — тупые, 1—1,5 см длины, опушённые длинными оттопыренными щетинистыми волосками, сидящими на утолщённых стекловидных белых бугорках.
Соцветия — облиственные, рыхлые и немногоцветковые. Венчик — мелкий, 2—3 мм диаметром, скрученный в почкосложении, едва выставляется из чашечки, брахиморфный, со сводиками в зеве, с короткой трубкой, не выставляющейся из чашечки, и плоским сине-фиолетовым отгибом. Чашечка — около 2 мм длиной, со сросшимися почти наполовину долями, опушенная, особенно по краям долей, щетинистыми волосками, свободные доли (зубцы) — треугольно-ланцетные. Пыльники мелкие, около 0,4 мм длиной. Эремы — прямые, эллиптические, 2,0—2,5 мм длиной, при созревании сильно выставляются из чашечки, в сечении нерезко трёхгранные, с округлой спинкой и выраженным, особенно на верхушке, брюшным килем, голые, блестящие, вначале матово-белые, к концу созревания темнеющие, с хрупким перикарпием, к гинобазису прикрепляются с помощью мясистой карункулы.

## Синонимы вида
- Myosotis involucrata Steven (1812)basionym
- Trigonocaryum prostratum Trautv. (1875)typus[1]